# 愛知県道276号奥田内福寺南知多線

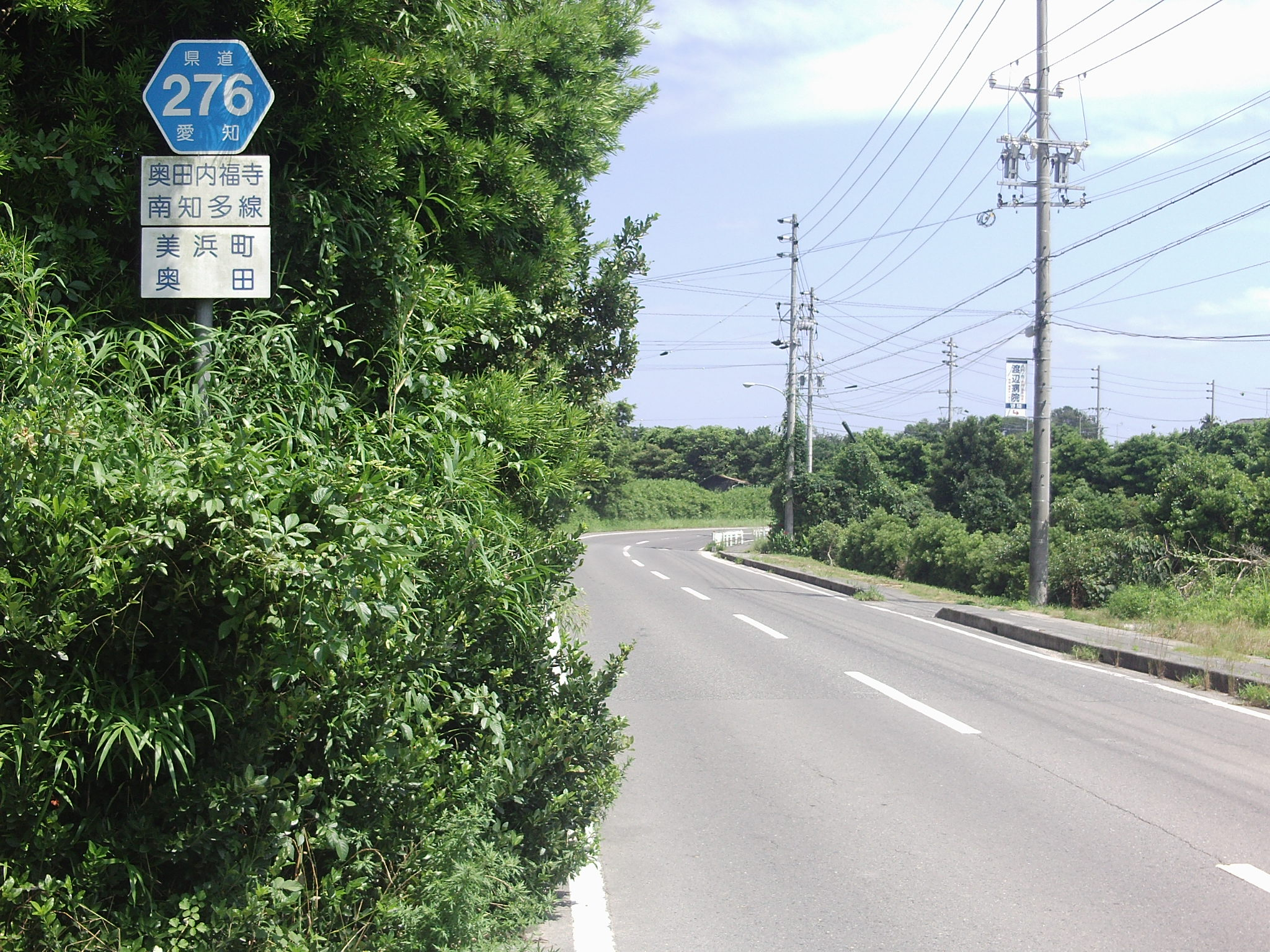
奥田

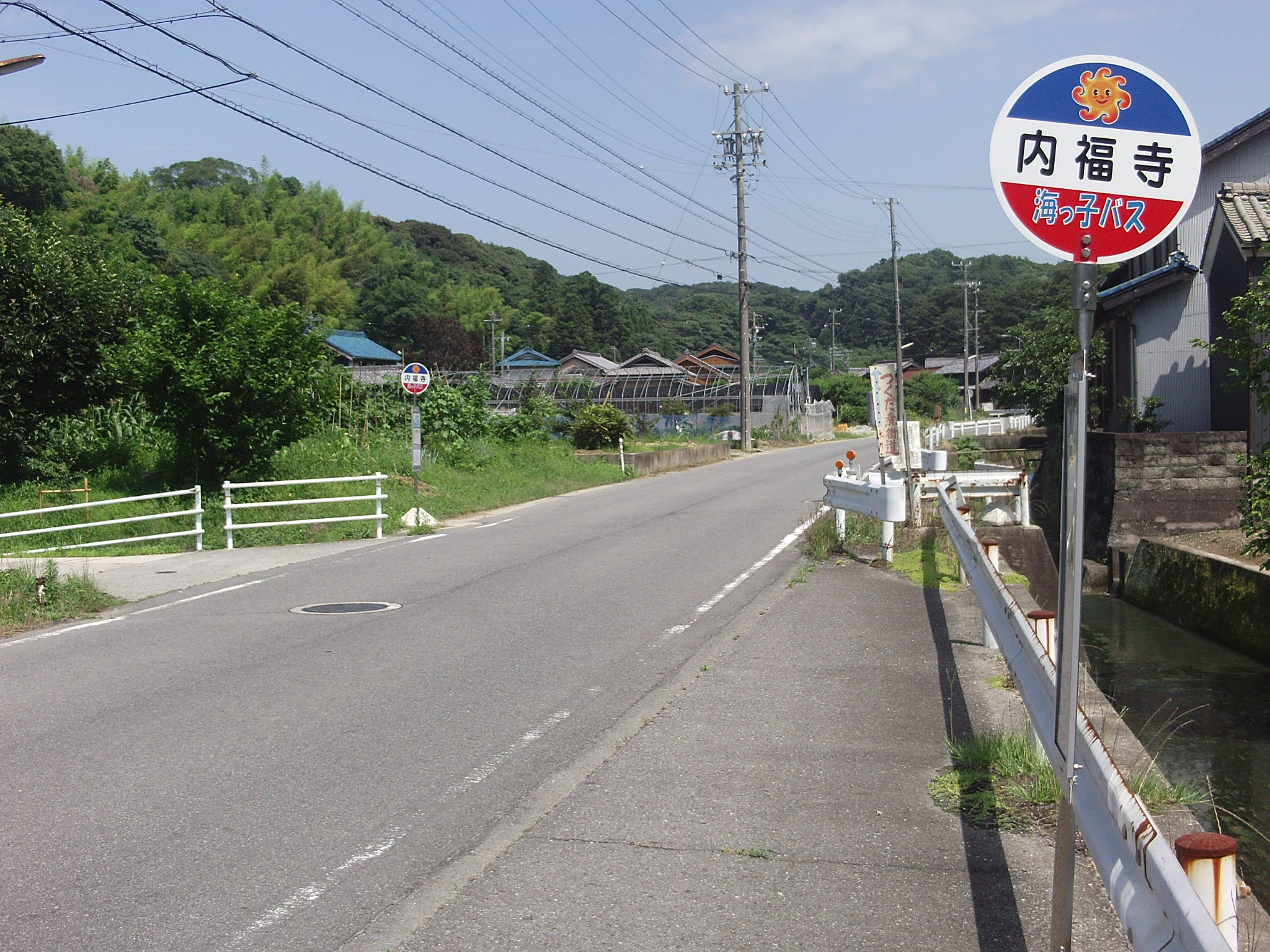
内福寺バス停。内福寺川と並行する区間。

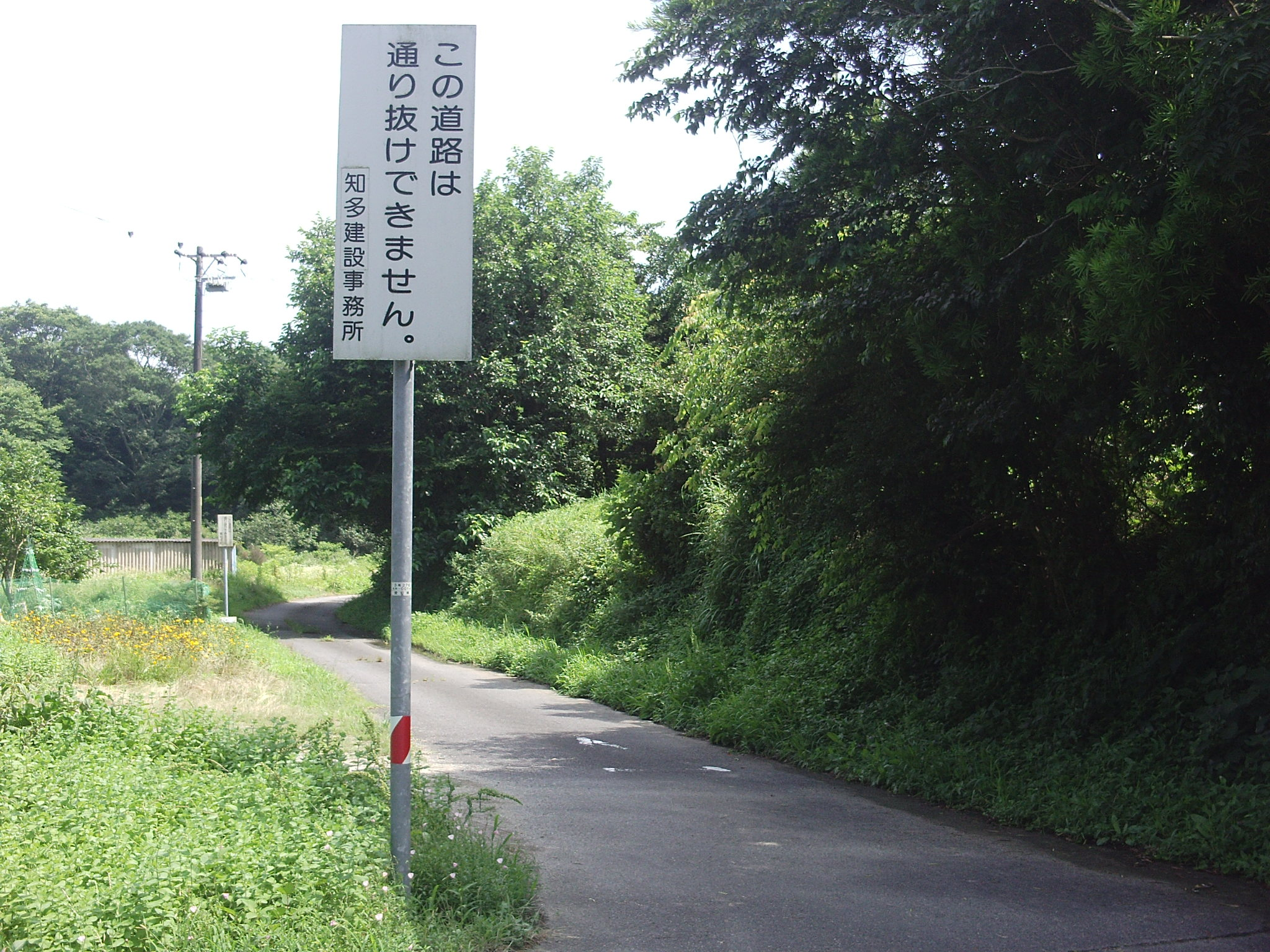
乗用車が通行困難な区間の手前。

愛知県道276号奥田内福寺南知多線（あいちけんどう276ごう おくだうつふくじみなみちたせん）は、愛知県知多郡美浜町から同郡南知多町に至る一般県道である。

## 概要

### 路線データ
- 終点：愛知県知多郡美浜町大字奥田
- 起点：愛知県知多郡南知多町大字豊浜

## 沿革
- 1959年（昭和34年）12月15日：認定[1]
- 2023年（令和5年）3月25日 : 美浜町古布 - 南知多町山海 (1.8 km) が開通[2][3]

## 通過する自治体
- 愛知県
  - 知多郡美浜町 - 同郡南知多町

## 接続する道路
- 愛知県道275号奥田河和線（美浜町大字奥田地内）
- 愛知県道277号野間河和線（芋沢交差点）
- 愛知県道52号半田南知多線（樫木交差点 - 内海駅東交差点南方で重複）
- 愛知県道279号内海美浜線（知多郡南知多町大字内海地内）
- 知多広域農道 すいせんロード（知多郡南知多町大字内海地内）
- 知多広域農道 すいせんロード（知多郡南知多町大字山海地内）
- 愛知県道470号岩屋観音線（美浜町大字古布地内 - 南知多町大字山海地内で重複）
- 愛知県道280号豊丘豊浜線（南知多役場西交差点）

## 周辺
- 日本福祉大学美浜キャンパス
- 名鉄知多新線 内海駅
- 南知多グリーンバレイ
- 南知多町役場